# 伍氏突吻鱈
伍氏突吻鱈，為輻鰭魚綱鱈形目鼠尾鱈科的其中一種，分布於印度洋區的印度半島北部海域，屬深海底棲性魚類，深度1240-1829公尺，體長可達53公分，棲息在底層水域，生活習性不明。

## 扩展阅读
維基物種上的相關：伍氏突吻鱈